# Колоннелла
Колоннелла (итал. Colonnella) — коммуна в Италии, расположена в регионе Абруццо, подчиняется административному центру Терамо.
Население составляет 3239 человек, плотность населения составляет 154 чел./км². Занимает площадь 21 км². Почтовый индекс — 64010. Телефонный код — 0861.
Покровителем коммуны почитается архангел Михаил, празднование 8 мая.